# W ostatniej chwili (serial telewizyjny 2000)
W ostatniej chwili (ang. Deadline, 2000–2001) – amerykański serial obyczajowy stworzony przez Dicka Wolfa.
Światowa premiera serialu miała miejsce 2 października 2000 roku na kanale NBC. Ostatni odcinek został wyemitowany 7 kwietnia 2001 roku. W Polsce serial był nadawany na kanale TV4.

## Obsada
- Oliver Platt jako Wallace Benton
- Bebe Neuwirth jako Nikki Masucci
- Tom Conti jako Si Beekman
- Lili Taylor jako Hildy Baker
- Hope Davis jako Brooke Benton
- Damon Gupton jako Charles Foster
- Christina Chang jako Beth Khambu

## Spis odcinków
| N/o            | Tytuł angielski          |
| -------------- | ------------------------ |
|                |                          |
| SERIA PIERWSZA |                          |
|                |                          |
| 01             | Pilot                    |
|                |                          |
| 02             | Lovers And Madmen        |
|                |                          |
| 03             | Perception               |
|                |                          |
| 04             | Daniel In The Lion's Den |
|                |                          |
| 05             | Howl                     |
|                |                          |
| 06             | The Old Ball Game        |
|                |                          |
| 07             | Don't I Know You?        |
|                |                          |
| 08             | The Undesirables         |
|                |                          |
| 09             | Somebody's Fool          |
|                |                          |
| 10             | The First Commandment    |
|                |                          |
| 11             | Just Lie Back            |
|                |                          |
| 12             | Shock                    |
|                |                          |
| 13             | Red Herring              |
|                |                          |